# Irene Sierra Carreño
Irene Sierra Carreño (La Habana, Cuba. 5 de abril de 1965) artista cubana de la plástica. Ha sido considerada, por la crítica, como una creadora de mundos o mundos paralelos. Sus imágenes producen una impresión como si se tratara de ¨puertas¨ que invitan a ser traspasadas. Es la creadora de una obra variada y extensa donde se manipula la estructura composicional del cuadro, mostrando planos sucesivos y puntos de vistas múltiples en los que conviven infinidad de elementos y signos de referencia intercultural; tamizados por un filtro personal que resulta en una forma singular de ver y representar. Una artista prolífica destacada en el área de la pintura, la escultura, el dibujo y la cerámica.
También ha sido diseñadora gráfica y numismática. Y miembro de equipos en realizaciones fílmicas del cine animado cubano.
Es la diseñadora de la moneda de curso legal de tres pesos de Cuba, así como de un número apreciable de monedas de colección y monedas conmemorativas.

## Biografía
Nació en La Habana Cuba el 5 de abril de 1965 en el seno de una familia de tradición artística. Su casa materna era frecuentada por figuras del medio intelectual habanero, entre las que destaca el escritor José Lezama Lima con quien la familia tenía una gran afinidad. Como la artista recuerda, en la biografía del libro sobre su trabajo ¨ Irene Sierra Carreño. Poética Contra el Olvido¨, le fascinaba el mundo cautivante del escritor y su casa biblioteca, hoy ¨Casa museo José Lezama Lima¨, que ellos visitaban en el mismo vecindario. Esa relación de familiaridad con el poeta y su entorno creativo pudiera ser considerada una influencia temprana en la iconografía de la creadora, en la cual se aprecian características de lo que los investigadores han dado en llamar expresión del Barroco Americano. En ese sentido, ella le rindió tributo en una pintura titulada ¨Sombrero de Primavera¨ donde hace un retrato metafórico de Rialta, un personaje femenino central de la novela ¨Paradiso¨ que fue descrita y caracterizada por el autor, simpáticamente, como alguien que cambia de sombrero según la estación del año. El cuadro, a su vez, es un retrato autobiográfico de su vida familiar:
¨ Como tributo a estos encuentros de mi niñez con el poeta, he realizado varias obras que intentan captar el aliento y la atmósfera del universo lezamiano¨. ¨Irene S. Carreño. Poética contra el olvido¨.
A muy temprana edad mostró su vocación y talento artístico, siendo galardonada en varios concursos de pintura infantil:
- 1975 Premio de Pintura en el Concurso de Dibujo Infantil de Tránsito. La obra fue escogida para reproducirse en afiches y vallas publicitarias, con el tema del tránsito vial, que se ubicaron en la ciudad.
-1975 Premio de pintura otorgado por la embajada de la República de Vietnam, en ocasión del 85 aniversario del natalicio de Ho Chi Minh.
-1976 Premio de Dibujo otorgado por La Sub-Dirección Provincial de Bibliotecas del Consejo Nacional de Cultura.
De 1976 a1980 estudió en la Escuela Elemental de Artes Plásticas de La Habana, una escuela especial para niños donde se captaban los futuros aspirantes a la prestigiosa ¨Academia Nacional de Bellas Artes San Alejandro¨, a la que ingresó posteriormente de 1980 a 1984.
Asimismo, cursó estudios en el Instituto Cubano del Arte y la Industria Cinematográfica, ICAIC. En 1983 la técnica de la animación y en 1985 la de colorista. En 1988 estudió teoría y técnica del cine en el Centro de Estudios de la Radio y la Televisión cubana.
Trabajó en el Instituto Cubano del Arte y la Industria Cinematográfica, ICAIC, donde colaboró en más de cuarenta películas entre cortos, medios, largometrajes y notas televisivas como colorista, dibujante de línea y color, diseñadora y realizadora de créditos y máscaras.
Su nombre aparece en los créditos de un número variado del material fílmico realizado en esa institución en el período entre 1984 y 1988. Películas de los realizadores Juan Padrón, creador del personaje Elpidio Valdés, Mario García Montes, Tulio Raggi, Mario Rivas y Modesto García.
Ejemplo: ¨ El pequeño planeta perdido¨ del realizador Mario García Montes. Premio ¨Mano de Bronce¨. Festival Latino de New York 1991.
Posteriormente trabajó en la “Casa de la Moneda de Cuba” como diseñadora numismática, realizando diseños para monedas, afiches, postales y diferentes revistas numismáticas.
En 1991 realizó el diseño de la actual moneda de curso legal de tres pesos de Cuba.
En 1992 como resultado de su trabajo en la serie de monedas de colección “V Centenario del Descubrimiento de América” fue invitada, oficialmente, a los festejos de inauguración del “Faro a Colón” en República Dominicana, en el contexto de la celebración internacional por el aniversario del descubrimiento de América.
En el año 1994 en Lima, Perú, colaboró junto a otros nueve artistas cubanos, con la fundación “Hijos de Nuestra Tierra”, dedicada a la preservación de la cultura aborigen de la Amazonía, donde realizó diseños para agencias y empresas auspiciadoras y participó en varias exposiciones colectivas de arte, que apoyaban y promocionaban el proyecto.
De 1996 a 1999 en Santiago de Chile, fue guía especializada de la Sala de Arte de la Fundación Telefónica de España.
En la actualidad vive y trabaja en la República Dominicana.

## Exposiciones personales y colectivas
- 2018- Exposición colectiva ¨ Más allá de la alteridad¨. Homenaje a Soucy de Pellerano. Curaduría Paula Gómez Jorge. Galería ASR Contemporáneo. Santo Domingo. Rep. Dominicana.
- 2015- Exposición personal ¨Reencuentro¨. Casa Museo Oswaldo Guayasamin. La Habana- Cuba.
- 2015- 28 Bienal Nacional. Museo de Arte Moderno. Santo Domingo. República Dominicana.
- 2012- Exposición colectiva “Los Abstractos”. Museo de arte de Seúl. Corea del sur.
- 2009- Pintura mural “Travesía, El Portal de los Suspiros” (2.28 x 7.62 cm, Acrílico-Tela). Colección privada. Puerto Rico.
- 2007- Exposición colectiva “Devoradores de Energía”. Trienal de Milán-Italia.
- 2007- Exposición colectiva “Monstruos Devoradores de Energía”. Gran Palais. París-Francia.
- 2006- Exposición colectiva, “Manual de Instrucciones”, Centro Nacional de Restauración y Museología. IX Bienal de La Habana. La Habana-Cuba.
- 2004- Exposición colectiva, ¨ Maestros Latinoamericanos¨. San Juan -Puerto Rico.
- 2002- Exposición colectiva, (Pinturas). Galería Jorge M. Sori Fine Art, Coral Gables. Miami - USA.
- 2002 Exposición personal, “Inmersión” (Pinturas). Sala Viña del Mar. Viña del Mar– Chile.
- 2002- Exposición colectiva, “Mario Carreño y sus Amigos” (Pinturas). Galería Patricia Ready .Santiago - Chile.
- 2001- Exposición colectiva, (Pinturas). La Bohemia Fine Art Gallery, Coral Gables. Miami -USA.
- 2000- Exposición personal, “Entre Mundos Místicos” (Pinturas y cerámicas). “Nouveau Gallery”. San Juan- Puerto Rico.
- 1997- Exposición personal, “Relaciones Metafóricas” (Pinturas). Fundación Pablo Neruda, La Sebastiana. Valparaíso - Chile.
- 1996- Exposición personal, “La Habana desde un Lente” (Pinturas). Sala Elena Waiss. Escuela Moderna. Santiago de Chile.
- 1995- Muestra colectiva, “Diez Artistas Cubanos Exponen”. Centro Cultural Ricardo Palmas. Lima-Perú.
- 1995- Muestra colectiva, XXI Feria Internacional del Pacífico. Lima - Perú.
- 1990- Muestra colectiva, “Juego de Imágenes”. Casa de las Américas. La Habana - Cuba.